# Eritromicina
L'eritromicina és un antibiòtic macròlid (és a dir amb un anell macrocíclic de lactona) que té un espectre antimicrobià similar o lleugerament més ampli que la penicil·lina, i sovint s'usa en persones amb al·lèrgia a les penicil·lines. Per les infeccions al tracte respiratori té una millor cobertura d'organismes atípics, incloent-hi micoplasma i Legionel·losis. És un compost molt difícil de produir per mètodes de síntesi.
Es produeix a partir d'una soca de l'actinomicet Saccharopolyspora erythraea.
Abelardo Aguilar, un científic filipí, va enviar algunes mostres de sòl a Eli Lilly l'any 1949. L'empresa Eli Lilly aïllà l'eritromicina del productes metabòlics de Streptomyces erythreus Lilly va patentar l'antibiòtic el 1953 que abans s'anomenava Ilosone (de la regió de les Filipines d'Iloilo on s'havien recollit les mostres de sòl.
A Espanya està comercialitzat com Eritromicina i Pantomicina.

## Formes disponibles
L'eritromicina es presenta en tauletes, càpsules d'alliberament lent, suspensions orals, solucions oftàlmiques, ungüents, gels i injeccions.

## Efectes adversos
Problemes gastrointestinals com diarrea, nàusea, dolor abdominal, i vòmits, són molt comuns. Altres efectes més seriosos són arrítmia i sordesa reversible. Més rara és la reacció d'al·lèrgia o altres efectes.

## Compostos derivats de l'eritromicina
- Mitemcinal
- Azitromicina / Zithromax / Zitromax / Sumamed
- Clarithromycin / Biaxin
- Roxithromycin / Rulid / Surlid / Roxid
- Telithromycin
- Dirithromycin / Dynabac
- Cethromycin
- Spiramycin
- Ansamycin
- Oleandomycin
- Carbomycin
- Tylocine